# Водогон (Новгородская область)
Водогон — деревня в составе Неболчского сельского поселения Любытинского района Новгородской области России.

## География
Деревня расположена на реке Пчёвжа у одноимённой станции на линии Мга—Хвойная—Овинище (Мологский ход) в 25 км от посёлка Неболчи.

## Население
| 2010 |
| ---- |
| 201  |

## История
В 1929 году на месте будущей станции Водогон и поселка с одноимённым названием была образована «платформа 181 км».
В 1935 году платформа 181 км была переименована в платформу Водогон.
Осенью 1941 года во время Великой Отечественной войны платформа Водогон стала одним из мест для выгрузки 92 стрелковой дивизии, которая вела ожесточенные бои с немецко-фашистскими захватчиками в районе деревень Петровское, Воробицы, Дуброва.
В 1946 году платформа Водогон была образована в станцию Водогон.
Деревня возникла в 1950-е годы как посёлок лесозаготовителей на месте лагеря немецких военнопленных.
В мае 1951 года при станции Водогон образуется Шарьинский лесопункт. Он становится одним из крупных и самых перспективных лесопунктов в леспромхозе треста «Новгородлес». Уже в 1951 году в лесопункте все работы были механизированы, было организовано две поточные линии. Заготовка леса производилась электропилами, вывозка — узкоколейным паровозом, трелевка — тракторами и лебедками. Имелось два погрузочных крана. С мая по октябрь 1951 года лесопункт дал Родине свыше 14 тысяч кубометров древесины.
1 июня 1951 года — начато строительство будущего поселка Водогон.
В короткий срок построено 16 стандартных одноквартирных домов заводского изготовления. В том же году воздвигались не только жилые дома, но и построены контора, медицинский пункт, баня, прекрасная просторная столовая.
С тех пор поселок ежегодно рос, в нём воздвигались жилые дома и общественные здания, возникали новые улицы.
По словам местных жителей название возникло оттого, что на этом железнодорожном разъезде паровозы заправляли водой.
В журнале «Лесная новь» № 93 от ноября 1991 года в статье «Дело всей моей жизни будет товарищество „Люге“» приводится другая версия о возникновении названия поселка:
«В Водогоне раньше жили сплавщики леса по реке Пчевжа, — рассказывает главный инженер товарищества В. П. Карабань, — водогоны, как их называли. Отсюда имя поселка. Когда мы сюда приехали, поразились: многие домики стоят на перекос, кругом грязь, в клубе пусто, выйти некуда. Лес в большой цене, а люди живут в таких условиях. И к работе у них соответствующее отношение. Уедут две бригады в лес, заготовят 20-40, в лучшем случае сто кубов, в остальное время ягоды собирают. Бригады не дают леса, раскряжевка работает вполсилы. Когда начали вести разговор об увеличении заготовок, нам говорили, надо дождаться морозов. Геннадий Петрович, наш директор, стал убеждать людей, что дело можно вести по-новому уже сейчас. Побеседовал с ветеранами, пенсионерами, пригласил их на работу…»
В августе 1953 года в Шарьинском лесопункте ОРС леспромхоза открыл парикмахерскую.
В 1954 году вскоре после образования рабочего поселка была построена школа, в которой в основном учились дети лесозаготовителей Шарьинского лесопункта.
В 1956 году в поселке было построено 61 одноквартирный и 28 четырёхквартирных домов. Работал медицинский пункт, клуб, при котором имелась киноустановка и библиотека, в которой насчитывалось более трех тысяч книг, столовая, общественная баня, магазин, контора лесопункта, школа, общежитие, детский сад.
В каждом доме горел электрический свет, звучало радио.
Поселок Водогон — поселок лесозаготовителей. С образованием Шарьинского лесопункта постепенно строилась Шарьинская узкоколейная железная дорога. Начальный пункт — посёлок Водогон.
Шарьинская узкоколейная железная дорога принадлежала Дрегельскому комплексному леспромхозу. Первый участок узкоколейной железной дороги был открыт не позднее 1950-х годов.
Шарьинская узкоколейная железная дорога была крупнейшей из узкоколейных железных дорог Любытинского района — протяжённость главной линии составляла около 40 километров. На узкоколейной железной дороге первоначально работали паровозы, позднее — различные тепловозы и мотовозы, в том числе ТУ6А, ТУ6Д, ЭСУ2А.
7 декабря 2006 года в деревне Водогон состоялось открытие фельдшерско-акушерского пункта.

## Экономика
Большинство жителей поселка Водогон в 1950—2000-е года было занято на лесозаготовках.

## Улицы
- Вокзальная[5]
- Железнодорожная
- Заречная
- Комсомольская
- Лесная
- Молодёжная
- Набережная
- Новая
- Первомайская
- Полевая
- Школьная